# Kiyoshimo (destroyer)
Le Kiyoshimo (清霜) était un destroyer de classe Yūgumo en service dans la Marine impériale japonaise pendant la Seconde Guerre mondiale.

## Historique
Lors de la bataille du golfe de Leyte et de la bataille de la mer de Sibuyan, le Kiyoshimo est affecté à la Première Force d'Attaque de Diversion. Malgré avoir été endommagé par une bombe lors d'une attaque aérienne, le destroyer assiste le cuirassé Musashi et secourt des survivants après son abandon. Il est réparé du 8 au 12 novembre à Singapour.
Le 26 décembre 1944, le Kiyoshimo est paralysé par deux bombes lors de plusieurs attaques de bombardiers de l'United States Army Air Forces au large de Mindoro, aux Philippines. Le navire est ensuite achevé par une torpille du PT boat américain PT-223, à 145 miles (233 km) au sud de Manille, à la position géographique 12° 20′ N, 121° 00′ E. 82 hommes sont tués et 74 blessés. Le destroyer Asashimo secourt 169 survivants, dont le capitaine Shiraishi Nagayoshi et le capitaine de corvette Kajimoto; deux PT boat américains en sauvent cinq autres un peu plus tard.